# هلتون، کامبریا
هلتون (به انگلیسی: Helton) یک روستا در بریتانیا است که در کامبریا واقع شده‌است.